# ザ・フォーク・クルセダーズ
ザ・フォーク・クルセダーズ（英語: The Folk Crusaders）は、1960年代後半にデビューした音楽バンドで、フォークルという略称でも呼ばれる。「ザ・フォーク・クルセイダーズ」と表記されることもある。

## 略歴

### アマチュア時代
1965年、当時大学生だった加藤和彦が、雑誌「MEN'S CLUB」の読書欄で一緒にフォークをやってくれるメンバーを募集したところ、京都の医大生だった北山修と、浪人生の井村幹夫、芦田雅喜、そして高校3年生だった平沼義男の5人が集まり、アメリカの「ジャズ・クルセイダーズ」から名前を取って、「世界中の民謡を紹介する」というコンセプトの「ザ・フォーク・クルセダーズ」を結成する。その後、受験勉強のため井村と芦田が脱退、3人組となる。その後、大阪外国語大学生となった芦田が復帰、再び4人組で活動するが、芦田が2度目の脱退をし、またも三人組になり、関西アンダーグラウンドシーンで活動していた。
1967年の解散を記念して、製作費23万円で自主制作盤のアルバム『ハレンチ』を制作。300枚しか制作できなかったこのアルバムの中に、自作の『帰って来たヨッパライ』と、アマチュア時代から歌い続けてきた『イムジン河』が含まれていた。三人時代に制作されたものだが、ライブテープを一部使用しているため、芦田の声も聞くことが出来る。最初期に脱退した井村の声は入っていない。同年10月に開催された第1回フォークキャンプコンサートに出演した後に解散する。

### プロデビュー
1967年、アルバム『ハレンチ』を音源として、フォークルの歌がラジオでさかんに取り上げられるようになった。京都では『イムジン河』、神戸では『帰って来たヨッパライ』が頻繁にラジオで流されるようになった。やがて、こうした状況を察知した各レコード会社が再結成とプロデビューの話を持ちかける。加藤は反対したが、北山の説得に応じて「それでは一年だけなら」とのことで一年限りのプロ活動を承認し再結成。プロデビューに当たっては、平沼らに代わってはしだのりひこが参加する（北山は声が良くスター性のある杉田二郎を3人目に推薦したが、加藤がプロ活動の条件にはしだの加入を主張したとのこと。また北山が杉田を推薦した理由が「背を揃えるため」というのは後付けであった）。『帰って来たヨッパライ』は1968年に開始されたオリコンで史上初のミリオンヒットになるなど、当時の日本のバンドによるシングル売り上げ一位となる爆発的売れ行きを見せ、一躍メンバーは時の人になった。そして『帰って来たヨッパライ』、『悲しくてやりきれない』などの楽曲を含むアルバム『紀元貮阡年』により、大衆音楽への新たな方向性を切り開いた。
1968年10月17日、大阪でのさよならコンサート（この公演では平沼と芦田も第一幕に参加している。北山は井村が抜けているにもかかわらず、これが初代のメンバーといっている）を開き、同日の『11PM』に出演。約束通りに解散した。『青年は荒野をめざす』（五木寛之作詞）が本グループとして最後のシングル曲になり、1968年12月に発売されている。『週刊平凡』1968年9月19日号によると、累計売上は14億5000万円。

## 解散後
このフォークルのブレイクにより、その周囲の人達（松山猛、ザ・ムッシュ、ロック・キャンディーズ、ジローズなど）が世に出るきっかけともなった。その一方でザ・フォーク・クルセダーズのメンバーたちは離合集散を繰り返しながら音楽活動を継続していった。
はしだのりひこは「はしだのりひことシューベルツ」「はしだのりひことクライマックス」「はしだのりひことエンドレス」などを結成、解散を繰り返し、ソロ転向。杉田二郎、坂庭省悟などを世に出すきっかけともなるがその後はフォークルファミリーとは一線を画し、独自の活動を行った。
北山修は作詞家として大成功するも、医学部を卒業し、研修医を経て大学院進学を機にしばらく活動を中止。のち大学教授にまでなったため、あくまで学者としての活動が主で、芸能活動は従のスタンスを取る。
加藤和彦はソロに転向するが、やがてサディスティック・ミカ・バンドを結成。加藤和彦と北山修のコンビで「あの素晴しい愛をもう一度」を発表した。
詳細はそれぞれのページを参照のこと。

### 期間限定新結成
2002年、加藤和彦は北山修と再会し、その結果として生まれたのが『戦争と平和』であった。ちなみに、この時のフォークル新結成にはザ・フォーク・クルセダーズの大ファンであった坂崎幸之助（THE ALFEE）が、はしだのりひこに代わるメンバーとして参加している。
2002年11月17日に、NHKホールで一度きりのコンサート『新結成記念解散音楽會』を開催した。北山は国立大学の教員という身分であるため、「愛情出演」という形でこのコンサートに出演した。
アルバム1枚とシングル1枚を発表するが、新結成は当初より期間限定であったため、2002年12月31日をもって解散した。解散後に前述のコンサートのライブ盤が発売された。
- アマチュアフォークルとしての再結成は上記以外にも何度かある。ただし、それが「フォークル」と呼べるのかどうかは問題である。

### 2006年の再結成コンサート以降
2006年9月10日、埼玉県狭山市の狭山稲荷山公園内にて開催された『HYDEPARK MUSIC FESTIVAL 2006』にて「ポーク・クルセダーズ」名義にて一夜限りの5度目となる再結成コンサートが行われた。この変名は、昨年の同フェスティバルにて販売された「HYDEPORK」ともじったオフィシャルTシャツのデザインを由来としている。メンバーは加藤和彦と坂崎、そして「足柄金太」なる人物（見物した多くのファンが「あの男」だと証言。「足柄金太」はその男がかつて使った変名である）を加えた構成であった。その後も時折再結成を行っており、その際には変名は使わずこの男も「きたやまおさむ」名義での参加となっていたが、2009年10月17日の加藤の死により再集結は不可能となった（翌年3月21日のきたやまの九州大学退官記念コンサートでも3人が揃う予定であった）。この年の4月に初期メンバーの平沼義男がフォークルをもじった「ザ・ボーク・クルセダーズ」を結成し音楽活動を再開。
2010年1月に京都放送の元音楽ディレクター宅から、1968年10月14日に京都弥栄会館にて行われた解散コンサートの模様を途中までではあるが録音したテープが発見された。同音源は2010年7月10日に京都放送から発売されたCD-BOX『京都フォーク・ディズ～ラジオで聴いた青春の歌』に収録された。

### きたやま・坂崎での再始動
2012年、きたやまと坂崎は加藤が遺書の中で拒否した追悼を行う意味で新作アルバムを制作することを計画する。きたやまの自宅で発見された加藤の未発表曲（元々ベッツィ&クリス再結成のために提供される予定だったもの。きたやまは松山などにも加藤の未発表曲がないかを聞いて回ったが見つかったのは結局これだけであったという）をベースにした「若い加藤和彦のように」を制作したほか、加藤のソロ曲や過去のフォークルなどでの北山&加藤コンビの作品をカバー・レコーディング。ザ・フォーク・クルセダーズ名義のアルバム「若い加藤和彦のように」を制作、翌2013年3月30日に発売（選曲のテーマは「これをやれば加藤が怒って戻って来るだろう」というものであり、自死への抗議の意味も込めている）。これに先駆け1月から3月にかけ坂崎の番組や、きたやまのライブステージなどで曲が一部公開された。
2022年9月28日には、イムジン河新録実行委員会により、1968年オリジナルと2022年最新バージョン等を収録した「イムジン河」の集大成となるCD盤が発表された。

## ディスコグラフィ

### シングル
| 発売日                   | 規格                     | 規格品番                 | 面                       | タイトル                                        | 作詞                                 | 作曲                     | 編曲                       |
| 東芝音楽工業・キャピトル | 東芝音楽工業・キャピトル | 東芝音楽工業・キャピトル | 東芝音楽工業・キャピトル | 東芝音楽工業・キャピトル                        | 東芝音楽工業・キャピトル             | 東芝音楽工業・キャピトル | 東芝音楽工業・キャピトル   |
| ------------------------ | ------------------------ | ------------------------ | ------------------------ | ----------------------------------------------- | ------------------------------------ | ------------------------ | -------------------------- |
| 1967年12月25日           | 7インチシングル          | CP-1014                  | A                        | 帰って来たヨッパライ                            | フォーク・パロディ・ギャング         | 加藤和彦                 | ザ・フォーク・クルセダーズ |
| 1967年12月25日           | 7インチシングル          | CP-1014                  | B                        | ソーラン節                                      | 北海道民謡                           | 北海道民謡               | 加藤和彦                   |
| 1968年2月21日            | 7インチシングル          | CP-1023                  | A                        | イムジン河                                      | 朴世永 訳詞:松山猛                   | 高宗漢                   | ありたあきら               |
| 1968年2月21日            | 7インチシングル          | CP-1023                  | B                        | ヘビに喰われて死んでゆく男の悲しい悲しい物語    | シェル・シルヴァスタイン 訳詞:北山修 | シェル・シルヴァスタイン | 加藤和彦                   |
| 1968年3月21日            | 7インチシングル          | CP-1025                  | A                        | 悲しくてやりきれない                            | サトウハチロー                       | 加藤和彦                 | ありたあきら               |
| 1968年3月21日            | 7インチシングル          | CP-1025                  | B                        | コブのない駱駝                                  | 北山修                               | 加藤和彦                 | ザ・フォーク・クルセダーズ |
| 1968年11月10日           | 7インチシングル          | CP-1034                  | A                        | ゲ・ゲ・ゲの鬼太郎                              | 水木しげる                           | いずみたく               | ザ・フォーク・クルセダーズ |
| 1968年11月10日           | 7インチシングル          | CP-1034                  | B                        | 山羊さんゆうびん                                | まどみちを                           | 團伊玖磨                 | ザ・フォーク・クルセダーズ |
| 1968年11月10日           | 7インチシングル          | CP-1035                  | A                        | さすらいのヨッパライ                            | 北山修                               | 加藤和彦                 | ザ・フォーク・クルセダーズ |
| 1968年11月10日           | 7インチシングル          | CP-1035                  | B                        | 戦争は知らない                                  | 寺山修司                             | 加藤ヒロシ               | ザ・フォーク・クルセダーズ |
| 1968年11月10日           | 7インチシングル          | CP-1036                  | A                        | 何のために                                      | 北山修                               | 端田宣彦                 | ザ・フォーク・クルセダーズ |
| 1968年11月10日           | 7インチシングル          | CP-1036                  | B                        | 花のかおりに                                    | 北山修                               | 加藤和彦                 | ザ・フォーク・クルセダーズ |
| 1968年12月5日            | 7インチシングル          | CP-1037                  | A                        | 青年は荒野をめざす                              | 五木寛之                             | 加藤和彦                 | 川口真                     |
| 1968年12月5日            | 7インチシングル          | CP-1037                  | B                        | 百まで生きよう                                  | 北山修                               | 加藤和彦                 | ありたあきら               |
| 1970年4月5日             | 7インチシングル          | CP-1053                  | A                        | 大蛇の唄                                        | シェル・シルヴァスタイン 訳詞:北山修 | シェル・シルヴァスタイン | ザ・フォーク・クルセダーズ |
| 1970年4月5日             | 7インチシングル          | CP-1053                  | B                        | ドラキュラの恋                                  | 北山修                               | 加藤和彦                 | ザ・フォーク・クルセダーズ |
|                          | 7インチEP                | CPC-4005                 | A1                       | フォークル・ハレンチ口上～フォークル節          | 永六輔                               | いずみたく               | ザ・フォーク・クルセダーズ |
| A2                       | 7インチEP                | CPC-4005                 | からっぽの世界           | 早川義夫                                        | 早川義夫                             |                          | ザ・フォーク・クルセダーズ |
| B1                       | 7インチEP                | CPC-4005                 | ゲ・ゲ・ゲの鬼太郎       | 水木しげる                                      | いずみたく                           |                          | ザ・フォーク・クルセダーズ |
| B2                       | 7インチEP                | CPC-4005                 | 戦争は知らない           | 寺山修司                                        | 加藤ヒロシ                           |                          | ザ・フォーク・クルセダーズ |
| アゲント・コンシピオ     |                          |                          |                          |                                                 |                                      |                          |                            |
| 2002年3月21日            | 12cmCD                   | AGCA-1003                | 1                        | イムジン河                                      | 朴世永 訳詞:松山猛                   | 高宗漢                   | ありたあきら               |
| 2002年3月21日            | 12cmCD                   | AGCA-1003                | 2                        | 悲しくてやりきれない                            | サトウハチロー                       | 加藤和彦                 | ありたあきら               |
| ドリーミュージック       |                          |                          |                          |                                                 |                                      |                          |                            |
| 2002年11月27日           | 12cmCD                   | MUCD-5025                | 1                        | DAIKU~ベートーヴェン交響曲第9番より             | きたやま おさむ                      | Ludwig van Beethoven     | 加藤和彦・坂崎幸之助       |
| 2002年11月27日           | 12cmCD                   | MUCD-5025                | 2                        | タテツキー行進曲                                | 松山猛                               | Johann Strauss I         | 加藤和彦・坂崎幸之助       |
| 2002年11月27日           | 12cmCD                   | MUCD-5025                | 3                        | DAIKU~ベートーヴェン交響曲第9番より（カラオケ） | -                                    | Ludwig van Beethoven     | 加藤和彦・坂崎幸之助       |
| 2002年11月27日           | 12cmCD                   | MUCD-5025                | 4                        | タテツキー行進曲（カラオケ）                    | -                                    | Johann Strauss I         | 加藤和彦・坂崎幸之助       |

#### ザ・ズートルビー名義
| 発売日                | 規格                  | 規格品番              | 面                    | タイトル                 | 作詞                  | 作曲                  | 編曲                  |
| 東芝音楽工業・EXPRESS | 東芝音楽工業・EXPRESS | 東芝音楽工業・EXPRESS | 東芝音楽工業・EXPRESS | 東芝音楽工業・EXPRESS    | 東芝音楽工業・EXPRESS | 東芝音楽工業・EXPRESS | 東芝音楽工業・EXPRESS |
| --------------------- | --------------------- | --------------------- | --------------------- | ------------------------ | --------------------- | --------------------- | --------------------- |
| 1968年7月1日          | 7インチシングル       | EP-1109               | A                     | 水虫の唄                 | 山田進一 補：足柄金太 | 山田進一 補：河田藤作 | ありたあきら          |
| 1968年7月1日          | 7インチシングル       | EP-1109               | B                     | レディー・ジェーンの伝説 | 足柄金太              | 河田藤作              | ザ・ズートルビー      |

### アルバム

#### オリジナル・アルバム
| 発売日         | アルバム             | レーベル                   | 規格   | 規格品番   |
| -------------- | -------------------- | -------------------------- | ------ | ---------- |
| 1967年10月15日 | ハレンチ             | 自主制作盤                 | LP     | LM-3163    |
| 1968年7月10日  | 紀元貮阡年           | 東芝音楽工業               | LP     | CP-8417    |
| 1968年         | 紀元貮阡年           | 東芝音楽工業               | CD     | CTP-9022   |
|                | 紀元貮阡年           | 東芝音楽工業               | CD     | CTP-72135  |
| 1983年         | 紀元貮阡年           | 東芝EMI                    | CD     | ETP-40163  |
| 1991年6月7日   | 紀元貮阡年           | 東芝EMI                    | CD     | TOCT-6137  |
| 2000年12月6日  | 紀元貮阡年           | EMIミュージックジャパン    | CD     | TOCT-10749 |
| 2003年9月10日  | 紀元貮阡年           | ユニバーサル・ミュージック | CD     | TOCT-25162 |
| 2005年3月30日  | 紀元貮阡年           | ユニバーサル・ミュージック | CD     | TOCT-16019 |
| 2006年9月29日  | 紀元貮阡年           | ユニバーサル・ミュージック | CD     | TOCT-25162 |
| 2013年12月18日 | 紀元貮阡年           | ユニバーサル・ミュージック | SHM-CD | TYCN-89001 |
| 2018年9月19日  | 紀元貮阡年           | ユニバーサル・ミュージック | UHQCD  | UPCY-40001 |
| 2002年10月30日 | 戦争と平和           | ドリーミュージック         | CD     | MUCD-1060  |
| 2003年2月19日  | 戦争と平和           | ドリーミュージック         | SACD   | MUGD-1001  |
| 2013年3月30日  | 若い加藤和彦のように | EMIミュージック・ジャパン  | CD     | TOCT-29142 |

#### ライブ・アルバム
| 発売日         | アルバム                                | レーベル                   | 規格 | 規格品番   |
| -------------- | --------------------------------------- | -------------------------- | ---- | ---------- |
| 1968年11月1日  | はれんちりさいたる 当世今様民謡大温習会 | 東芝音楽工業               | LP   | CPC-8001   |
| 1971年         | はれんちりさいたる 当世今様民謡大温習会 | 東芝音楽工業               | LP   | CTP-9031   |
| 1976年         | はれんちりさいたる 当世今様民謡大温習会 | 東芝EMI                    | LP   | ETP-72170  |
| 1995年4月19日  | はれんちりさいたる 当世今様民謡大温習会 | 東芝EMI                    | CD   | TOCT-25202 |
| 2006年9月29日  | はれんちりさいたる 当世今様民謡大温習会 | ユニバーサル・ミュージック | CD   | TOCT-25202 |
| 1969年2月10日  | フォークルさよならコンサート            | 東芝音楽工業               | LP   | CP-8417    |
| 1969年2月10日  | フォークルさよならコンサート            | 東芝音楽工業               | LP   | CPC-8003   |
|                | フォークルさよならコンサート            | 東芝音楽工業               | LP   | CTP-9048   |
| 1991年6月7日   | フォークルさよならコンサート            | 東芝EMI                    | CD   | TOCT-6139  |
| 1995年4月19日  | フォークルさよならコンサート            | 東芝EMI                    | CD   | TOCT-8843  |
| 2008年10月22日 | フォークルさよならコンサート            | ユニバーサル・ミュージック | CD   | TOCT-26700 |
| 2002年12月31日 | 新結成記念 解散音楽會                   | ドリーミュージック         | CD   | MUCD-1065  |
| 2003年3月5日   | フェアウェル・コンサート                | URC/avex io                | CD   |            |
| 2009年12月25日 | フェアウェル・コンサート                | ポニー・キャニオン         | HQCD | PCCA-50154 |
| 2020年2月19日  | フェアウェル・コンサート                | ポニー・キャニオン         | CD   | PCCA-04912 |

#### ベスト・アルバム
「イムジン河」と規格品番：CPC-4005に収録されたジャックスのカバー曲「からっぽの世界」が収録されたベスト盤は発売されていない。
| 発売日         | アルバム | レーベル                   | 規格 | 規格品番     |
| -------------- | --- | -------------------------- | ---- | ------------ |
| 1969年         | フォークル大百科事典 A面 1. 帰って来たヨッパライ = I Only Live Twice 2. 女の娘は強い = Man Smarter 3. ひょっこりひょうたん島 = Hyokkori Hyotan Jima 4. こきりこの唄 = Kokiriko No Uta 5. 花のかおりに = Flowers In Lover's Hair 6. 何のために = What For 7. フォークル節 = Folcru Bushi B面 1. 悲しくてやりきれない = Unbearably Sad 2. 風 = Kaze / はしだのりひことシューベルツ 3. ムサシ = Musashi / 北山修 4. 日本の幸福 = This Is My Land / 加藤和彦 5. 水虫の唄 = I'm Happy Just To Be With You / ザ・ズートルビー 6. もう25分で = 25 Minutes To Go 7. 青年は荒野をめざす = Seinen Wa Koya O Mezasu | 東芝音楽工業               | LP   | CPC-8014     |
| 1970年         | フォークル大百科事典 A面 1. 帰って来たヨッパライ = I Only Live Twice 2. 女の娘は強い = Man Smarter 3. ひょっこりひょうたん島 = Hyokkori Hyotan Jima 4. こきりこの唄 = Kokiriko No Uta 5. 花のかおりに = Flowers In Lover's Hair 6. 何のために = What For 7. フォークル節 = Folcru Bushi B面 1. 悲しくてやりきれない = Unbearably Sad 2. 風 = Kaze / はしだのりひことシューベルツ 3. ムサシ = Musashi / 北山修 4. 日本の幸福 = This Is My Land / 加藤和彦 5. 水虫の唄 = I'm Happy Just To Be With You / ザ・ズートルビー 6. もう25分で = 25 Minutes To Go 7. 青年は荒野をめざす = Seinen Wa Koya O Mezasu | 東芝音楽工業               | LP   | CTP-9036     |
|                | フォークル大百科事典 A面 1. 帰って来たヨッパライ = I Only Live Twice 2. 女の娘は強い = Man Smarter 3. ひょっこりひょうたん島 = Hyokkori Hyotan Jima 4. こきりこの唄 = Kokiriko No Uta 5. 花のかおりに = Flowers In Lover's Hair 6. 何のために = What For 7. フォークル節 = Folcru Bushi B面 1. 悲しくてやりきれない = Unbearably Sad 2. 風 = Kaze / はしだのりひことシューベルツ 3. ムサシ = Musashi / 北山修 4. 日本の幸福 = This Is My Land / 加藤和彦 5. 水虫の唄 = I'm Happy Just To Be With You / ザ・ズートルビー 6. もう25分で = 25 Minutes To Go 7. 青年は荒野をめざす = Seinen Wa Koya O Mezasu | 東芝音楽工業               | LP   | CTP-72136    |
| 1995年4月19日  | フォークル大百科事典 A面 1. 帰って来たヨッパライ = I Only Live Twice 2. 女の娘は強い = Man Smarter 3. ひょっこりひょうたん島 = Hyokkori Hyotan Jima 4. こきりこの唄 = Kokiriko No Uta 5. 花のかおりに = Flowers In Lover's Hair 6. 何のために = What For 7. フォークル節 = Folcru Bushi B面 1. 悲しくてやりきれない = Unbearably Sad 2. 風 = Kaze / はしだのりひことシューベルツ 3. ムサシ = Musashi / 北山修 4. 日本の幸福 = This Is My Land / 加藤和彦 5. 水虫の唄 = I'm Happy Just To Be With You / ザ・ズートルビー 6. もう25分で = 25 Minutes To Go 7. 青年は荒野をめざす = Seinen Wa Koya O Mezasu | 東芝EMI                    | CD   | TOCT-8844    |
| 1998年3月18日  | フォークル大百科事典 A面 1. 帰って来たヨッパライ = I Only Live Twice 2. 女の娘は強い = Man Smarter 3. ひょっこりひょうたん島 = Hyokkori Hyotan Jima 4. こきりこの唄 = Kokiriko No Uta 5. 花のかおりに = Flowers In Lover's Hair 6. 何のために = What For 7. フォークル節 = Folcru Bushi B面 1. 悲しくてやりきれない = Unbearably Sad 2. 風 = Kaze / はしだのりひことシューベルツ 3. ムサシ = Musashi / 北山修 4. 日本の幸福 = This Is My Land / 加藤和彦 5. 水虫の唄 = I'm Happy Just To Be With You / ザ・ズートルビー 6. もう25分で = 25 Minutes To Go 7. 青年は荒野をめざす = Seinen Wa Koya O Mezasu | ユニバーサル・ミュージック | CD   | TOCT-10129   |
|                | ザ・フォーク・クルセダーズのすべて（デラックス・ダブル・シリーズ） A面 1. フォークル放談 = Folk-Ru Harenchi Talking 4:59 2. 帰って来たヨッパライ = I Only Live Twice 3:22 3. 女の子は強い = Man Smarter 2:42 4. ヨルダン河 = Jordan's River 2:18 5. コキリコの唄 = Kokiriko-No-Uta 2:47 6. 雨は降らせないで = Don't Let The Rain Come Down 3:21 B面 1. ひょっこりひょうたん島 = Hyokkori Hyotan Jima 1:45 2. ソーラン節 = Soran Bushi 1:54 3. ドリンキン・グァード = The Drinkin' Gourd (The Muddy Road To Freedom) 2:22 4. ディンクの歌 = Dink's Song 2:30 5. グァンタナメラ = Guantanamera 2:24 6. ラ・バンバ = La Bamba 1:17 C面 1. 悲しくてやりきれない = Unbearably Sad 3:05 2. さすらいのヨッパライ = From West With Love 3:03 3. 青年は荒野をめざす = Seinen Wa Koya O Mezasu 3:03 4. 大蛇の唄 = Boa Constrictor 1:45 5. 何のために = What For 3:10 6. 花のかおりに = Flowers In Lover's Hair 3:01 D面 1. フォークル・ハレンチ口上~フォークル節 = Introducing Harenchi Folk-Ru/Folk Ru Bushi 6:08 2. メドレー = Medley (9:03) - 戦争は知らない = Senso Wa Shiranai - 大統領様 = Le Deserteur - 雨の糸 = A Thread Of Rain 3. もう25分で = 25 Minutes To Go 3:33 4. オーブル街 = Rue Auble 2:02 5. コブのない駱駝 = Magical Mystery Camel 2:52 | 東芝音楽工業               | LP   | CPC-8022B    |
|                | ザ・フォーク・クルセダーズのすべて（デラックス・ダブル・シリーズ） A面 1. フォークル放談 = Folk-Ru Harenchi Talking 4:59 2. 帰って来たヨッパライ = I Only Live Twice 3:22 3. 女の子は強い = Man Smarter 2:42 4. ヨルダン河 = Jordan's River 2:18 5. コキリコの唄 = Kokiriko-No-Uta 2:47 6. 雨は降らせないで = Don't Let The Rain Come Down 3:21 B面 1. ひょっこりひょうたん島 = Hyokkori Hyotan Jima 1:45 2. ソーラン節 = Soran Bushi 1:54 3. ドリンキン・グァード = The Drinkin' Gourd (The Muddy Road To Freedom) 2:22 4. ディンクの歌 = Dink's Song 2:30 5. グァンタナメラ = Guantanamera 2:24 6. ラ・バンバ = La Bamba 1:17 C面 1. 悲しくてやりきれない = Unbearably Sad 3:05 2. さすらいのヨッパライ = From West With Love 3:03 3. 青年は荒野をめざす = Seinen Wa Koya O Mezasu 3:03 4. 大蛇の唄 = Boa Constrictor 1:45 5. 何のために = What For 3:10 6. 花のかおりに = Flowers In Lover's Hair 3:01 D面 1. フォークル・ハレンチ口上~フォークル節 = Introducing Harenchi Folk-Ru/Folk Ru Bushi 6:08 2. メドレー = Medley (9:03) - 戦争は知らない = Senso Wa Shiranai - 大統領様 = Le Deserteur - 雨の糸 = A Thread Of Rain 3. もう25分で = 25 Minutes To Go 3:33 4. オーブル街 = Rue Auble 2:02 5. コブのない駱駝 = Magical Mystery Camel 2:52 | 東芝音楽工業               | LP   | CTP-7529～30 |
|                | ザ・フォーク・クルセダーズのすべて（デラックス・ダブル・シリーズ） A面 1. フォークル放談 = Folk-Ru Harenchi Talking 4:59 2. 帰って来たヨッパライ = I Only Live Twice 3:22 3. 女の子は強い = Man Smarter 2:42 4. ヨルダン河 = Jordan's River 2:18 5. コキリコの唄 = Kokiriko-No-Uta 2:47 6. 雨は降らせないで = Don't Let The Rain Come Down 3:21 B面 1. ひょっこりひょうたん島 = Hyokkori Hyotan Jima 1:45 2. ソーラン節 = Soran Bushi 1:54 3. ドリンキン・グァード = The Drinkin' Gourd (The Muddy Road To Freedom) 2:22 4. ディンクの歌 = Dink's Song 2:30 5. グァンタナメラ = Guantanamera 2:24 6. ラ・バンバ = La Bamba 1:17 C面 1. 悲しくてやりきれない = Unbearably Sad 3:05 2. さすらいのヨッパライ = From West With Love 3:03 3. 青年は荒野をめざす = Seinen Wa Koya O Mezasu 3:03 4. 大蛇の唄 = Boa Constrictor 1:45 5. 何のために = What For 3:10 6. 花のかおりに = Flowers In Lover's Hair 3:01 D面 1. フォークル・ハレンチ口上~フォークル節 = Introducing Harenchi Folk-Ru/Folk Ru Bushi 6:08 2. メドレー = Medley (9:03) - 戦争は知らない = Senso Wa Shiranai - 大統領様 = Le Deserteur - 雨の糸 = A Thread Of Rain 3. もう25分で = 25 Minutes To Go 3:33 4. オーブル街 = Rue Auble 2:02 5. コブのない駱駝 = Magical Mystery Camel 2:52 | 東芝音楽工業               | LP   | CTP-60043~44 |
|                | カレッジポップス・オリジナル・ストック1 A面 1. 帰ってきたヨッパライ 2. 悲しくてやりきれない 3. 水虫の唄 / ザ・ズートルビー 4. さすらいのヨッパライ 5. ひょっこりひょうたん島 6. レディー・ジェーンの伝説 / ザ・ズートルビー 7. 何のために B面 1. 青年は荒野をめざす 2. 戦争は知らない 3. コブのない駱駝 4. オーブル街 5. 花のかおりに 6. 僕のそばにおいでよ 7. こきりこの歌 | 東芝EMI                    | LP   | ETP-60160    |
| 1987年2月25日  | CD BEST NOW ザ・フォーク・クルセダーズ 収録曲は「カレッジポップス・オリジナル・ストック1」と同じ | 東芝EMI                    | CD   | CA30-1385    |
| 1989年6月7日   | BIG ARTIST best COLLECTION～フォーククルセダーズ 1. 帰って来たヨッパライ 2. 花のかおりに 3. 青年は荒野をめざす 4. 戦争は知らない 5. 悲しくてやりきれない 6. オーブル街 7. さすらいのヨッパライ 8. ドラキュラの恋 9. ラ・バンバ 10. グアンタナメラ 11. コブのない駱駝 12. ひょっこりひょうたん島 13. レディー・ジェーンの伝説 / ザ・ズートルビー 14. 水虫の唄 / ザ・ズートルビー 15. こきりこの歌 / 民謡 (LIVE) 16. 何のために 17. 僕のそばにおいでよ (LIVE) | 東芝EMI                    | CD   | CT25-9025    |
| 1991年6月7日   | シングル・コレクション 1. 帰って来たヨッパライ 2. ソーラン節 3. 悲しくてやりきれない 4. コブのない駱駝 5. 水虫の唄 / ザ・ズートルビー 6. レディー・ジェーンの伝説 / ザ・ズートルビー 7. ゲゲゲの鬼太郎 8. 山羊さんゆうびん 9. さすらいのヨッパライ 10. 戦争は知らない 11. 何のために 12. 花のかおりに 13. 年は荒野をめざす 14. 百まで生きよう 15. 大蛇の唄 16. ドラキュラの恋 | 東芝EMI                    | CD   | TOCT-6140    |
| 1994年2月17日  | 嗚呼、永遠のザ・フォーク・クルセダーズ 1. 帰って来たヨッパライ 2. コブのない駱駝 3. 水虫の唄 / ザ・ズートルビー 4. レディ・ジェーンの伝説 / ザ・ズートルビー 5. さすらいのヨッパライ 6. 大蛇の唄 7. 百まで生きよう 8. 紀元弐千年 9. ひょっこりひょうたん島 10. フォークル節 11. こきりこの唄 12. 僕のそばにおいでよ 13. 戦争は知らない 14. 花のかおりに 15. 青年は荒野をめざす 16. オーブル街 17. 何のために 18. 悲しくてやりきれない | 東芝EMI                    | CD   | FECL 30298   |
| 2002年9月11日  | MEMORIAL FOLK CRUSADERS 1. 帰って来たヨッパライ 2. 悲しくてやりきれない 3. 青年は荒野をめざす 4. 何のために 5. 花のかおりに 6. さすらいのヨッパライ 7. もう25分で 8. コブのない駱駝 9. 戦争は知らない 10. オーブル街 11. レディー・ジェーンの伝説 / ザ・ズートルビー 12. ひょっこりひょうたん島 13. フォークル節 14. 僕のそばにおいでよ 15. 水虫の唄 / ザ・ズートルビー 16. 大蛇の唄 17. ドラキュラの恋 18. 山羊さんゆうびん | ユニバーサル・ミュージック | CD   | TOCT-10788   |
| 2004年11月17日 | GOLDEN BEST 1. 帰って来たヨッパライ 2. ソーラン節 3. 悲しくてやりきれない 4. コブのない駱駝 5. 水虫の唄 / ザ・ズートルビー 6. レディー・ジェーンの伝説 / ザ・ズートルビー 7. ゲゲゲの鬼太郎 8. 山羊さんゆうびん 9. さすらいのヨッパライ 10. 戦争は知らない 11. 何のために 12. 花のかおりに 13. 青年は荒野をめざす 14. 百まで生きよう 15. 大蛇の唄 16. ドラキュラの恋 17. 紀元弐阡年 18. オーブル街 19. 女の娘は強い(マン・スマート) 20. ひょっこりひょうたん島 | ユニバーサル・ミュージック | CD   | TOCT-10975   |
| 2011年11月23日 | GOLDEN BEST 1. 帰って来たヨッパライ 2. ソーラン節 3. 悲しくてやりきれない 4. コブのない駱駝 5. 水虫の唄 / ザ・ズートルビー 6. レディー・ジェーンの伝説 / ザ・ズートルビー 7. ゲゲゲの鬼太郎 8. 山羊さんゆうびん 9. さすらいのヨッパライ 10. 戦争は知らない 11. 何のために 12. 花のかおりに 13. 青年は荒野をめざす 14. 百まで生きよう 15. 大蛇の唄 16. ドラキュラの恋 17. 紀元弐阡年 18. オーブル街 19. 女の娘は強い(マン・スマート) 20. ひょっこりひょうたん島 | ユニバーサル・ミュージック | CD   | TOCT-10975   |
| 2013年11月27日 | GOLDEN BEST 1. 帰って来たヨッパライ 2. ソーラン節 3. 悲しくてやりきれない 4. コブのない駱駝 5. 水虫の唄 / ザ・ズートルビー 6. レディー・ジェーンの伝説 / ザ・ズートルビー 7. ゲゲゲの鬼太郎 8. 山羊さんゆうびん 9. さすらいのヨッパライ 10. 戦争は知らない 11. 何のために 12. 花のかおりに 13. 青年は荒野をめざす 14. 百まで生きよう 15. 大蛇の唄 16. ドラキュラの恋 17. 紀元弐阡年 18. オーブル街 19. 女の娘は強い(マン・スマート) 20. ひょっこりひょうたん島 | ユニバーサル・ミュージック | CD   | TYCN-60137   |
| 2005年8月24日  | NEW BEST 1500 1. 帰って来たヨッパライ / 3:21 2. さすらいのヨッパライ / 3:03 3. ソーラン節 / 1:54 4. 水虫の唄 / ザ・ズートルビー / 2:50 5. 大蛇の唄 / 2:14 6. コブのない駱駝 / 3:17 7. 戦争は知らない / 3:29 8. 何のために / 3:11 9. 青年は荒野をめざす / 3:03 10. 悲しくてやりきれない / 3:07 | Capitol                    | CD   | TOCT-11051   |
| 2006年9月15日  | スーパーベスト ザ・フォーク・クルセダーズ 1. 帰って来たヨッパライ 2. 悲しくてやりきれない 3. さすらいのヨッパライ 4. コブのない駱駝 5. 青年は荒野をめざす 6. 水虫の唄 / ザ・ズートルビー 7. レディー・ジェーンの伝説 / ザ・ズートルビー 8. こきりこの歌 9. 何のために 10. ひょっこりひょうたん島 11. ドラキュラの恋 12. 紀元貳阡年 | Arc                        | CD   | ASB1049      |
| 2010年10月8日  | スーパーベスト ザ・フォーク・クルセダーズ 1. 帰って来たヨッパライ 2. 悲しくてやりきれない 3. さすらいのヨッパライ 4. コブのない駱駝 5. 青年は荒野をめざす 6. 水虫の唄 / ザ・ズートルビー 7. レディー・ジェーンの伝説 / ザ・ズートルビー 8. こきりこの歌 9. 何のために 10. ひょっこりひょうたん島 11. ドラキュラの恋 12. 紀元貳阡年 | 東芝EMI                    | CD   | QIAG 11041   |
| 2010年4月7日   | おとなツイン・ベスト ザ・フォーク・クルセダーズ&MORE Disc1 1. 帰って来たヨッパライ 2. さすらいのヨッパライ 3. 何のために 4. 青年は荒野をめざす 5. ドラキュラの恋 6. コブのない駱駝 7. 山羊さんゆうびん 8. ひょっこりひょうたん島 9. ゲゲゲの鬼太郎 10. 百まで生きよう 11. 水虫の唄 / ザ・ズートルビー 12. レディー・ジェーンの伝説 / ザ・ズートルビー Disc2 1. 悲しくてやりきれない 2. 戦争は知らない 3. 花のかおりに 4. 大蛇の唄 5. ソーラン節 6. あの素晴しい愛をもう一度 / 加藤和彦と北山修 7. 家をつくるなら / 加藤和彦 8. ぼくのそばにおいでよ / 加藤和彦 9. 風 / はしだのりひことシューベルツ 10. 花嫁 / はしだのりひことクライマックス 11. さらば恋人 / 北山 修 12. 戦争を知らない子供たち / 全日本アマチュア・フォーク・シンガーズ | EMIミュージック・ジャパン  | CD   | JICS-27      |

## テレビ番組
- メイト・7 クルセダーズとともに（毎日放送 1968年）

## 映画
- 『帰って来たヨッパライ』（大島渚監督、松竹、1968年）

## 参考
「Crusader（十字軍）」のカタカナ表記は一般的には「クルセイダー」だが、グループ名は『イムジン河』の（当初の）発売（予定時）に際し「クルセダー」に表記を変更した。

## 関連書籍
- 「永遠のザ・フォーク・クルセダーズ - 若い加藤和彦のように」田家秀樹著、ヤマハミュージックエンタテインメントホールディングス、2015年9月18日、ISBN 978-4636915242
- 「『イムジン河』物語 封印された歌の真実」喜多由浩著、アルファベータブックス、2016年8月22日、ISBN 978-4865980189